# Colomba di Sens
Colomba di Sens (257 – Sens, 273) fu una patrizia spagnola che si convertì al cristianesimo e morì decapitata a Sens. È venerata come santa dalla Chiesa cattolica che la ricorda il 31 dicembre.

## Agiografia
Di famiglia nobile e pagana si convertì al cristianesimo a 16 anni. Dopo aver ricevuto il battesimo scappò dalla Spagna insieme ad altri cristiani per sfuggire alle persecuzioni dell'Imperatore Aureliano e si trasferì a Sens, in Francia. 
Fu rintracciata e rinchiusa in carcere.
La leggenda racconta che, mentre Colomba si trovava in carcere, un uomo cercò di violentarla e un'orsa arrivò in suo soccorso, attaccando il violento e liberando Colomba.
Viene narrato inoltre che Colomba, dopo essere stata salvata dall'orso, sia stata destinata a perire sul rogo; tuttavia anche in questo caso fu salvata da un provvidenziale acquazzone che spense le fiamme. Da ciò ha origine l'invocazione alla santa da parte dei fedeli per la tutela dal pericolo degli incendi. 
Fu comunque martirizzata più tardi mediante decapitazione per volontà dell'imperatore Aureliano intorno al 273; il martirio avvenne nella città di Sens, vicino ad una fontana detta d'Azon.

## Culto
La tradizione dice che un cieco di nome Aubertus riacquistò la vista dopo aver chiesto l'intercessione di santa Colomba, subito dopo la morte di lei.
In ringraziamento Aubertus avrebbe preso il corpo di Colomba dal luogo dove era stata giustiziata e le avrebbe dato una sepoltura dignitosa. Nel luogo della tomba fu costruita una cappella e, in seguito, nel 620 circa, Clotario II vi fondò l'abbazia di Sainte-Colombe-lès-Sens'.
In quel periodo la forte devozione verso questa martire è testimoniata anche dal fatto che altre chiese francesi le sono state dedicate, forse anche la Chiesa di Chevilly, nella diocesi di Parigi.
Il culto di santa Colomba giunse a Rimini in maniera provvidenziale: si racconta che alcuni mercanti di Sens, che navigavano nel mare Adriatico portando con sé una reliquia di santa Colomba, furono costretti ad approdare sul litorale riminese. La reliquia fu accolta da Stemnio, vescovo della città dal 313 circa, e fu posta nell'antica Cattedrale di Rimini, dedicata poi alla santa stessa.
Nell'alto medioevo il culto arrivò anche in Valle d'Aosta. Evidenze si trovano nel comune di Charvensod, dove la chiesa parrocchiale è titolata alla santa, e a Villeneuve ove ad ella è titolata una cappella accanto ai ruderi di un castello.
Nella seconda metà del XVI secolo il vescovo riminese Monsignor Castelli si recò a Sens dove fu autorizzato a prelevare una parte delle reliquie che ancora si trovavano nella città francese ed aggiungerle a quelle che già si trovavano a Rimini.
Quando queste ultime reliquie pervennero nella città adriatica, ci si rese conto che esse combaciavano perfettamente con quelle già presenti.
Molto probabilmente, nel '600 alcune reliquie della santa pervennero da Rimini ad Atri, dove sono conservate in un busto reliquiario ligneo nel Museo Capitolare.

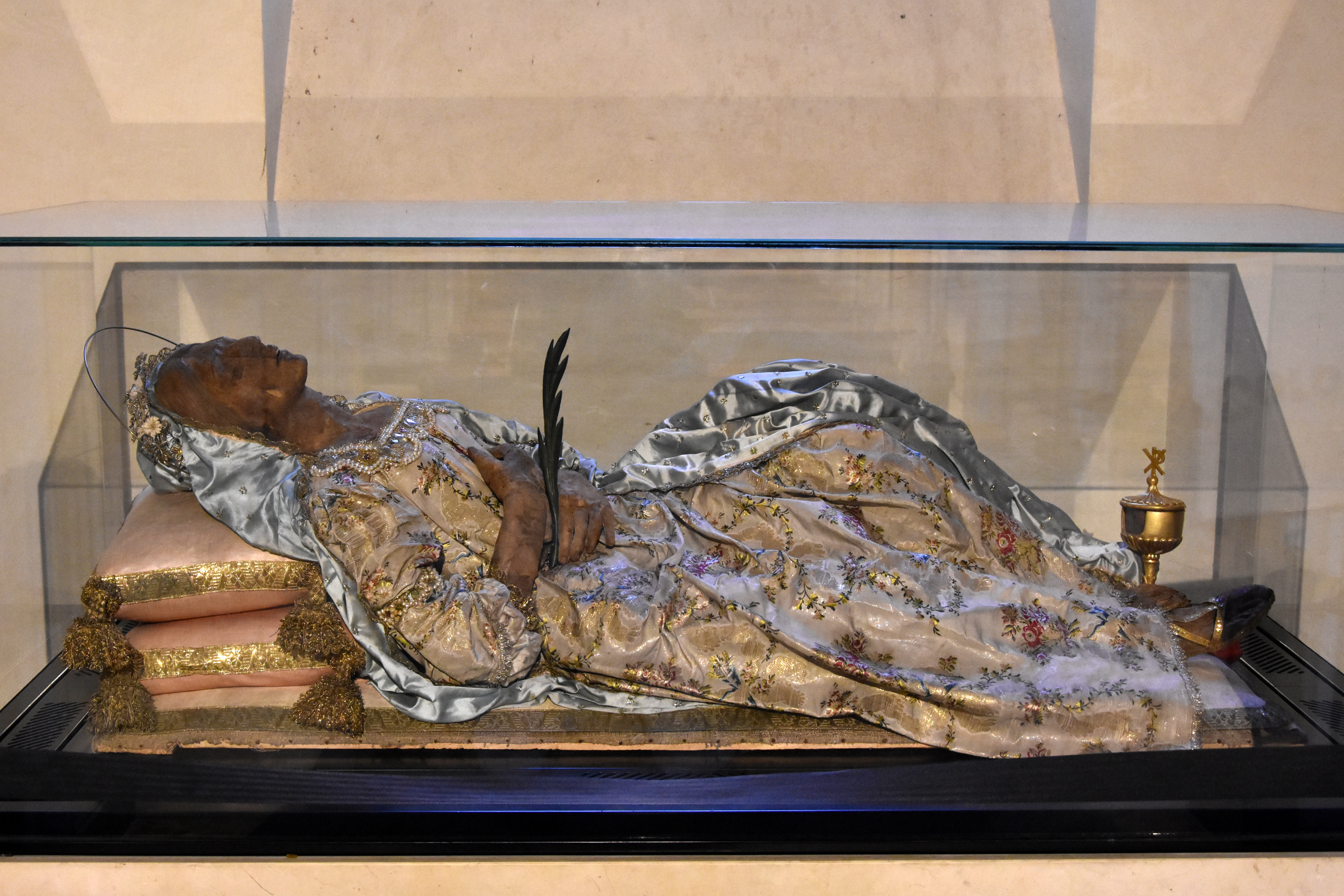
Il corpo conservato nella cattedrale di Bari

Nella Cattedrale di Bari si trova quello che la tradizione popolare indica come il corpo incorrotto di santa Colomba, portato nel capoluogo pugliese intorno al XVIII secolo da alcuni vincenziani francesi in fuga dagli Ugonotti. La reliquia è stata conservata in un convento vincenziano soppresso nel 1863; il corpo della santa rimase comunque nell'edificio fino al 1939, quando fu traslato nella cattedrale.
Un restauro eseguito nel 2005 ha però evidenziato che la reliquia è in realtà uno scheletro (incompleto) ricomposto all'interno di un involucro di cartapesta e seta. Non è inoltre chiaro se appartenga realmente a Santa Colomba, poiché non sono state rinvenute tracce della decapitazione di cui ella sarebbe morta. 
La memoria liturgica di Santa Colomba ricorre il 31 dicembre.

### Attributi iconografici
Santa Colomba viene spesso rappresentata come:
- una ragazza con una corona sul capo e in catene;
- una ragazza decapitata vicino ad una fontana;
- con in mano un libro e una penna di fagiano;
- con un orso o un cane al guinzaglio;
- quale principessa con una colomba in mano (nel Riminese).